# Mordellistena longipalpis
Mordellistena longipalpis es una especie de coleóptero de la familia Mordellidae.

## Distribución geográfica
Habita en Túnez.